# Canarsee
Canarsee je pleme američkih Indijanaca nastanjeno nekada na otoku Long Island i južnom dijelu otoka Manhattan u New Yorku. Prema Swantonu pleme je pripadalo široj grupi Unami, jednoj od 3 glavne grane Delaware Indijanaca. 
Sultzman drži da su pripadali konfederaciji Metoac Indijanaca, treći pak smatraju da su bili samostalno pleme. U vrijeme dolaska Nizozemaca oni im prodaju područje današnjeg Brooklyna. Canarsee su plaćali namet Irokeškom plemenu Mohawk koji su ih kasnije uništili zbog neplaćanja istog.
Trinaest plemena nastanjenih na Long Islandu imala su sličnu kulturu a svoju zemlju (Long Island) nazivali su  "Seaawanhacy", što će reći 'zemlja školjka' (Land of Shells).  Najzapadniji dio otoka pripadao je plemenu Canarse, odnosno područje okruga Kings i dijelovi Jamajke. Ovo područje bilo je veoma pogodno za lov, jer je bilo puno životnija i ptica, pataka, purana, gusaka, golubova, jelena i mekušaca. Canarsee, pa i druga plemena tamošnjeg područja štitili su svoja sela podizanjem drvenih ograda.

## Ime
Za ime Canarsee nije utvrđeno pravo značenje. Postoje tri verzije koje ga pokušavaju protumačiti. Prema jednoj moglo bi značiti 'hedge' ili 'fence' po ogradama koje su Indijanci podizali da bi se obranili od divljih Mohawk ratnika.  Prema jednom drugom objašnjenju riječ je došla od francuske riječi 'canardee', odnosno 'duck', što bi moglo biti veoma vjerojatno. U ovaj kraj dolazili su u lov na patke, kako Indijanci tako i Francuzi.

## Vanjske poveznice
- Canarsee
- The History of the town of Flatbush, in Kings County, Long Island Page 2
- The Lost Creek, by Thomas J. Campanella
- HISTORY OF CANARSIE